# Apotomis lineana
Apotomis lineana es una especie de polilla del género Apotomis, tribu Olethreutini, familia Tortricidae. Fue descrita científicamente por Denis & Schiffermuller en 1775.
La envergadura es de unos 17-22 milímetros. Se distribuye por Europa: Austria.